# Дробышева, Елена Витальевна
Еле́на Вита́льевна Дро́бышева (Коняева) (род. 3 декабря 1964, Москва, РСФСР, СССР) — советская и российская актриса театра и кино, телеведущая.

## Биография
Елена Коняева (в возрасте шестнадцати лет выбрала фамилию матери — Дробышева) родилась 3 декабря 1964 года в Москве, в актёрской семье.
Отец — Виталий Анатольевич Коняев (1937—2023), Народный артист Российской Федерации. Мать — Нина Ивановна Дробышева (1939—2023), Народная артистка РСФСР. Умерла 27 июля 2023 года.
В 1987 году окончила Высшее театральное училище имени Б. В. Щукина (курс Е. Р. Симонова).
Служила в Московском драматическом театре имени Рубена Симонова, Театре имени Моссовета, Центре драматургии и режиссуры под руководством А. Казанцева и М. Рощина.
С 1996 по 2005 год работала в Московском государственном «Театре Луны» под руководством Сергея Проханова.
В 2005 году вела ток-шоу «Поговори с ней» на телеканале «Домашний».

### Личная жизнь
- Первый муж — Дмитрий Михайлович Липскеров (род. 19 февраля 1964), российский писатель, драматург. Познакомились в 1985 году в Высшем театральном училище имени Б. В. Щукина, вскоре поженились. Брак продлился всего одиннадцать месяцев. Детей в браке не было[4].
- Второй муж — Александр Вячеславович Кознов (28 июня 1963 — 20 декабря 2009), советский и российский актёр театра и кино. Брак продлился недолго. Сына Филиппа Елена воспитывала одна[5][6].
  - Сын — Филипп Александрович Дробышев (род. 1990), живёт, учится и работает во Франции, владеет несколькими иностранными языками, включая японский[5][6].

## Творчество

### Роли в театре

#### Московский государственный «Театр Луны»
- «Ночь нежна» Ф. Фицджеральд — Вайолетт Маккиско
- «Чайка» А. П. Чехова — Нина Заречная
- «Самоубийца» Н. Эрдмана — Серафима
- «Бег» М. Булгакова — Серафима Корзухина
- «Мещерские» Ивана Бунина — Соня

#### Театр имени Моссовета
- «Убийственная любовь» (режиссёр — С. Виноградов) —

#### Центр драматургии и режиссуры под руководствомА. КазанцеваиМ. Рощина
- «Трансфер» М. Курочкина (режиссёр — М. Угаров) — жена Цурикова

### Фильмография
| Год       |     | Название                                         | Роль                                                                              |
| --------- | --- | ------------------------------------------------ | --------------------------------------------------------------------------------- |
| 1984      | ф   | Предел возможного                                | Лена                                                                              |
| 1985      | тф  | Встреча перед разлукой                           | Женя                                                                              |
| 1985      | тф  | Подружка моя                                     | новенькая в ПМК                                                                   |
| 1985      | ф   | Поездки на старом автомобиле                     | студентка                                                                         |
| 1986      | ф   | Мы веселы, счастливы, талантливы!                | Марина, дочь Ляли Суриковой                                                       |
| 1986      | ф   | Алло, вы ошиблись (фильм-спектакль)              | Имя персонажа не указано                                                          |
| 1987      | ф   | Катенька                                         | Даша                                                                              |
| 1988      | ф   | Гулящие люди                                     | Улька                                                                             |
| 1988      | ф   | Утомлённое солнце / 봄에서 여름으로 (СССР, КНДР) | Маша Цуканова                                                                     |
| 1989      | тф  | Следствие ведут ЗнаТоКи. Дело № 22 «Мафия»       | Вероника, девушка Коваля                                                          |
| 1991      | ф   | Семнадцать левых сапог                           | Гуля, жена Павла                                                                  |
| 1991      | ф   | Семь дней с русской красавицей                   | невеста                                                                           |
| 1991      | ф   | Армавир                                          | подруга «Каталы»                                                                  |
| 1991      | ф   | Шкура                                            | секретарь директора зоопарка                                                      |
| 1992      | ф   | Если бы знать...                                 | Мария Сергеевна, жена Фёдора                                                      |
| 1994      | ф   | Любовь французская и русская                     | Татьяна                                                                           |
| 1994      | кор | Никто не хотел уезжать                           | Имя персонажа не указано                                                          |
| 1995      | ф   | Мещерские                                        | Софья Мещерская                                                                   |
| 1998      | ф   | Кто, если не мы                                  | мама Ирочки                                                                       |
| 2000—2001 | с   | Чёрная комната                                   | жена мужчины с сердечным приступом                                                |
| 2000      | ф   | Двенадцатая осень (Ахиллесова пята)              | Лиза, журналист                                                                   |
| 2003      | с   | Другая жизнь                                     | Алёна (Елена Викторовна)                                                          |
| 2003      | с   | Огнеборцы                                        | Зося Кузнецова                                                                    |
| 2003      | с   | Оперативный псевдоним                            | Наталья                                                                           |
| 2003      | с   | Спасти и выжить                                  | Нина Журавина                                                                     |
| 2003      | ф   | Шик                                              | мать «Штыря»                                                                      |
| 2004      | ф   | Весьегонская волчица                             | Мария, жена Егора                                                                 |
| 2005      | с   | Казус Кукоцкого                                  | Елена Флотова, жена Кукоцкого                                                     |
| 2005      | с   | Я не вернусь                                     | Наталья Андреевна, мать Кати                                                      |
| 2006      | с   | Вызов                                            | эпизод                                                                            |
| 2006      | с   | Угон                                             | эпизоды                                                                           |
| 2007      | ф   | Глянец                                           | эпизод                                                                            |
| 2007      | ф   | Если у вас нету тёти…                            | Елена, сестра Ольги, мать Фёдора, тётя Ёлки, племянница тёти Люси и жена Германа. |
| 2007      | с   | Маршрут                                          | Наталья, жена Виктора                                                             |
| 2007      | ф   | Репетитор                                        | Ирина Анатольевна, мать Анастасии                                                 |
| 2007      | тф  | Цена безумия                                     | Нина                                                                              |
| 2008      | ф   | Индиго                                           | Вера Каляева, мать Андрея                                                         |
| 2008      | с   | Наследство                                       | Марина Прохорова, жена Станислава                                                 |
| 2008—2009 | с   | Рыжая                                            | Евгения Лапина, мать Таси                                                         |
| 2009      | ф   | Анна Каренина                                    | Дарья Александровна Облонская (Долли), жена Степана Аркадьевича                   |
| 2009      | с   | Огни большого города                             | Катерина, приёмная мать Лики                                                      |
| 2009      | тф  | Террор любовью                                   | Екатерина, подруга и соседка Антонины по коммунальной квартире                    |
| 2010      | с   | Была любовь                                      | Валентина Корнеева, мать Сергея                                                   |
| 2010      | с   | В лесах и на горах                               | Аксинья Захаровна                                                                 |
| 2010      | с   | Гаражи                                           | Надежда, мать Насти                                                               |
| 2010      | ф   | Одноклассники                                    | мать                                                                              |
| 2010      | с   | Последняя минута                                 | Маргарита, жена Чепурина                                                          |
| 2010      | ф   | Терапия любовью                                  | Нина (главная роль)                                                               |
| 2010      | с   | Сёстры Королёвы                                  | Маргарита Королёва, старшая сестра                                                |
| 2011      | с   | Голубка                                          | Татьяна Ивановна Подольская, мать Леры                                            |
| 2011      | тф  | Лучший друг семьи                                | Вера (в зрелом возрасте)                                                          |
| 2011      | тф  | Люба. Любовь                                     | Надежда, мать Любы                                                                |
| 2011      | тф  | Моя вторая половинка                             | Вера Даниловна Кочевникова                                                        |
| 2012      | тф  | Испытание верностью                              | Алевтина Петровна Звягина, жена Севы Кузнецова                                    |
| 2012      | с   | Без свидетелей                                   | Алла Азарова, одноклассница Максимова                                             |
| 2012      | с   | Собачья работа                                   | Нина, сестра Ильи                                                                 |
| 2013      | ф   | Нарочно не придумаешь                            | Марина Жилинская                                                                  |
| 2013      | ф   | Форт Росс                                        | мать Дмитрия                                                                      |
| 2014      | с   | Сильнее судьбы                                   | Валентина Ильинична Холодова, глава местной администрации, мать Глеба             |
| 2014      | ф   | Мы с дедушкой                                    | учитель русского языка                                                            |
| 2015      | с   | Вернёшься — поговорим                            | мать Алёны                                                                        |
| 2015      | ф   | И был день...                                    | Елена                                                                             |
| 2016      | ф   | Партия                                           | Имя персонажа не указано                                                          |
| 2016      | с   | Вы все меня бесите                               | мать Сони                                                                         |
| 2016      | ф   | Блюз для сентября                                | Нина, мать Натали                                                                 |
| 2017      | ф   | Аритмия                                          | мать Кати                                                                         |
| 2018      | ф   | Т-34                                             | мама Ивушкина                                                                     |
| 2018      | ф   | Ведьма                                           | гадалка баба Рая                                                                  |
| 2019      | с   | Дипломат                                         | Твердохлебова, мать Инги                                                          |
| 2019      | с   | Чисто Московские убийства-2                      | Кира, сестра Родиона и Эдурада фильм 4 "Опасная партия"                           |
| 2021      | ф   | Лётчик                                           | жена кузнеца                                                                      |
| 2022      | ф   | Время надежды                                    | Ирина, мать Ивана                                                                 |
| 2022      | ф   | Старое пианино                                   | Ольга                                                                             |
| 2023      | ф   | Из замкнутого круга                              | Людмила Яковлевна                                                                 |

### Участие в видеоклипах
- 2001 — видеоклип на песню «Мишель» в исполнении российского эстрадного певца Валерия Леонтьева[9]. Съёмки видеоклипа пpoxoдили в Ниццe и в Мocквe в 2001 году (производство «Студии Юрия Грымова» (Студии «ЮГ»))[10].

### Участие в телепроекте
В 1-м выпуске принимала участие в телеигре «Форт Боярд» (в 2003 году, состав команды: Владислав Галкин, Михаил Антонов, Андрей Кондрашов, Сергей Галанин и Эвелина Блёданс, выигрыш 79 210 рублей.